# Josh Hammond
Joshua Paul "Josh" Hammond (ur. 7 września 1979 w Boise w stanie Idaho) – amerykański aktor filmowy i telewizyjny.

## Życiorys

### Kariera
Odkryty przez reżysera filmów klasy "B" Davida DeCoteau, został przez niego obsadzony w głównej roli w młodzieżowym filmie science-fiction Alien Arsenal (1999). Wkrótce potem DeCoteau ponownie skorzystał z jego usług i przydzielił mu rolę Dana, studenta prywatnej szkoły, w horrorze o wampiryczno-homoerotycznej tematyce Przymierze (The Brotherhood, 2001). Fanom filmów grozy Hammond znany jest także dzięki swoim występom w takich projektach, jak Smakosz 2 (Jeepers Creepers II, 2003), Rzeź (The Tripper, 2006) czy Dead Above Ground (2002). Gościnnie pojawił się w odcinkach wielu popularnych seriali telewizyjnych, a w 2006 roku prowadził reality show Over Your Head.

### Życie prywatne
21 maja 2002 roku poślubił Valerie Hammond, która wydała na świat jedno dziecko − córkę Mię (ur. 2002). Po rozwodzie z nią, 11 kwietnia 2009 r. pojął za żonę aktorkę Kristinę Page.

## Filmografia
- 2010: Noah's Ark: The New Beginning jako Hyena
- 2010: Lure jako Ray Ray
- 2007: 7eventy 5ive jako Chuck Newton
- 2006: Rzeź (The Tripper) jako Tyler
- 2006: Zwariowany świat Malcolma (Malcolm in the Middle) jako Travis (serial TV)
- 2006: Hoży doktorzy (Scrubs) jako Razor (serial TV)
- 2005: Living with Fran jako Kenny (serial TV)
- 2004: Las Vegas jako Rehfuss (serial TV)
- 2004: Błękitny demon (Blue Demon) jako Avery
- 2004: CSI: Kryminalne zagadki Nowego Jorku (CSI: NY) jako Calvin Montgomery (serial TV)
- 2004: Century City (serial TV)
- 2004: Krąg ciemności (Ring of Darkness) jako parszywy zawodnik
- 2004: Babski oddział (The Division) (serial TV)
- 2003: Strażnik czasu II: Decyzja (Timecop: The Berlin Decision) Michael Travis
- 2003: Czarny cadillac (Black Cadillac) jako C.J. Longhammer
- 2003: Smakosz 2 (Jeepers Creepers II) jako Jake Spencer
- 2003: Jezioro marzeń (Dawson's Creek) jako Mullet (serial TV)
- 2003: Siostrzyczki (What I Like About You) jako student college'u #2 (serial TV)
- 2002: Dead Above Ground jako Jeffrey "Jeff" Lucas/Rick Mallory
- 2002: Epicentrum (Scorcher) jako Matt
- 2001: Undressed jako Matt (serial TV)
- 2001: Tak, kochanie (Yes, Dear) jako Steve (serial TV)
- 2001: Przymierze (The Brotherhood) jako Dan
- 2001: Microscopic Boy jako uczestnik imprezy #3
- 2000: Boston Public jako chłopak podobny do Senate'a (serial TV)
- 2000: Ostatni taniec (The Last Dance) jako Steve
- 1999: 100 dobrych uczynków (100 Deeds for Eddie McDowd) jako Flaco (serial TV)
- 1999: The Woman Chaser jako młody Richard
- 1999: Niebieski Pacyfik (Pacific Blue) (serial TV)
- 1999: Alien Arsenal jako Ralph